# Fürstbischof

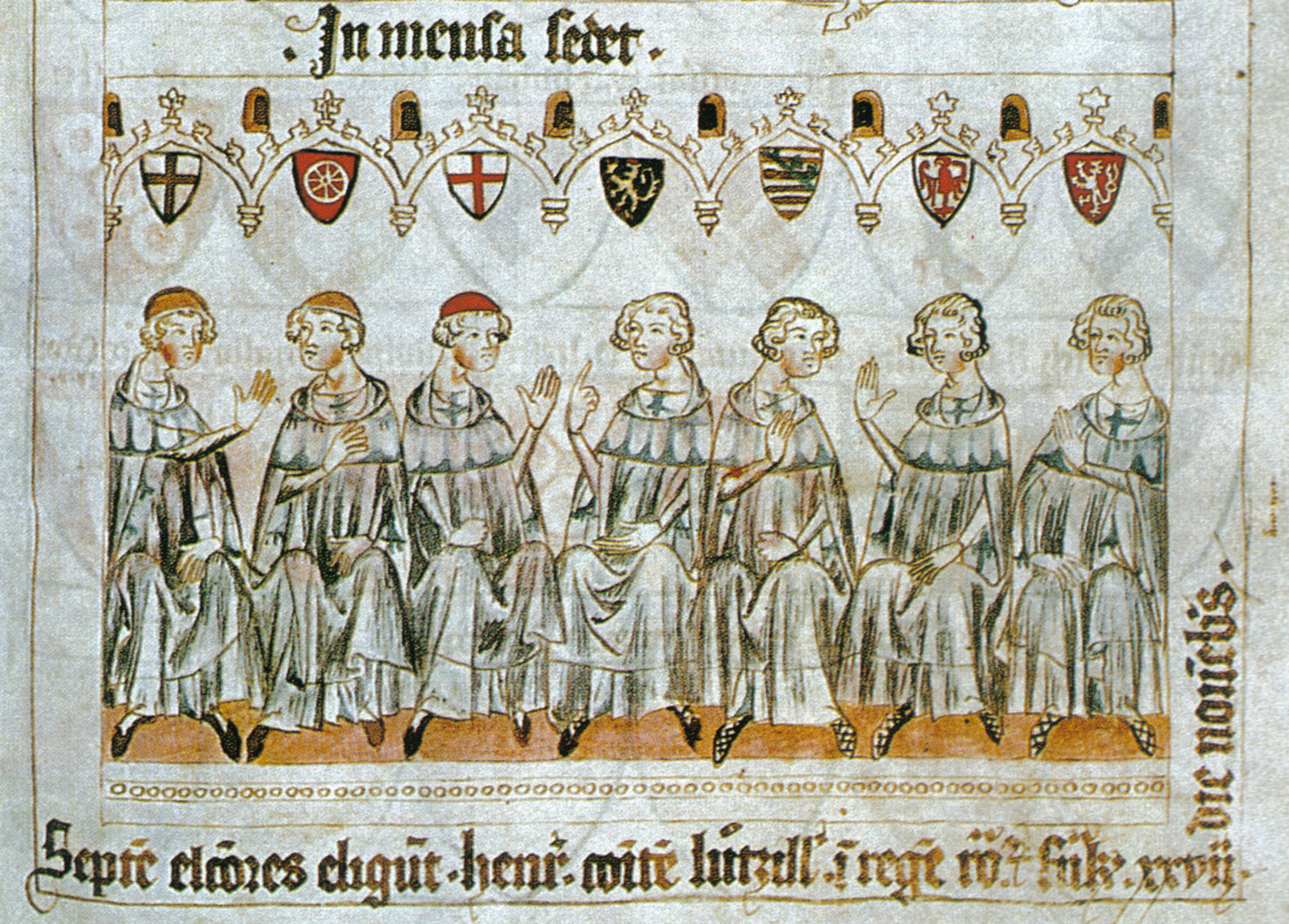
Die sieben Kurfürsten wählen Heinrich von Luxemburg 1312 zum römisch-deutschen König. Links im Bild, kenntlich an ihren Kopfbedeckungen, die drei Kurfürsten, die zugleich Erzbischöfe sind. (Köln, Mainz, Trier)

Ein Fürstbischof bzw. Fürsterzbischof war ein Bischof bzw. Erzbischof, der in Personalunion mit seiner geistlichen Macht auch weltliche Herrschaft über ein geistliches Territorium ausübte, dem er als Landesherr vorstand. Auf dem Gebiet des Heiligen Römischen Reiches Deutscher Nation verschwand die Funktion de facto mit der Auflösung des Reiches im Jahre 1806. In einigen Bistümern überdauerte die Bezeichnung bis nach dem Ersten Weltkrieg. Der Gebrauch der Titel Fürstbischof und Fürsterzbischof sowie die Verwendung der damit verbundenen weltlichen Würdezeichen (wie Fürstenhut und -mantel) wurden 1951 durch Papst Pius XII. auch formell abgeschafft.

## Fürstbischöfe im Heiligen Römischen Reich

### Definition

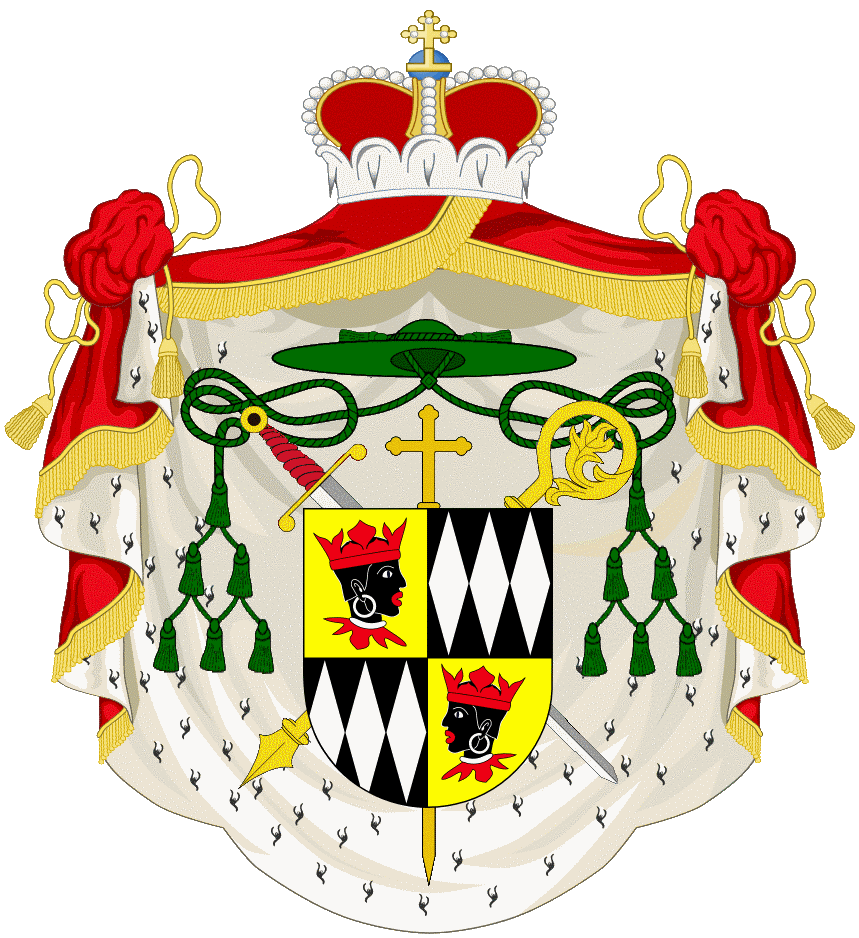
Wappen des Johann Franz Eckher von Kapfing als Fürstbischof (1696–1727) von Freising mit fürstlichen und bischöflichen Rangzeichen

Ein Fürstbischof war ein Bischof im Fürstenrang. Sein Stand war der eines Reichsfürsten des Heiligen Römischen Reiches. Diese weltliche Herrscherfunktion von Bischöfen ging auf die Politik der frühmittelalterlichen deutschen Könige zurück, sich zur Eindämmung des Einflusses mächtiger Fürstenfamilien auf die von ihnen ernannten Bischöfe zu stützen. Etliche dieser Bischöfe erhielten damals königliche Rechte (Regalien) verliehen. Im Zuge der Entwicklung von Territorialfürstentümern bauten auch diese Bischöfe ihre Herrschaftsgebiete zu weltlichen Territorien aus, die als Hochstift bezeichnet wurden.

### Geschichtliche Entwicklung
Die drei angesehensten geistlichen Fürsten des Reiches wurden 1356 durch die Goldene Bulle des Kaisers Karl IV. neben vier weltlichen Fürsten zu Kurfürsten des Reiches ernannt, das heißt zu königswahlberechtigten Fürsten: Dies waren die Fürsterzbischöfe von Mainz, Köln und Trier.
Im Jahre 1521 bestanden im Heiligen Römischen Reich Deutscher Nation 53 katholische geistliche Fürstentümer, Reformation und Säkularisation reduzierten diese Zahl bis 1648 auf 23, die sich im 18. Jahrhundert auf 26 wieder leicht erhöhte.
Im 16. und frühen 17. Jahrhundert hatte es neben diesen katholisch bleibenden Hochstiften auch eine Reihe evangelischer Hochstifte gegeben – allen voran das bedeutende Erzbistum Magdeburg. Fast alle diese evangelischen geistlichen Staaten, die in der Regel von Prinzen mächtiger benachbarter Dynastien als Administratoren regiert wurden, verwandelte der Westfälische Frieden von 1648 in weltliche Fürstentümer (zugunsten größerer weltlicher Staaten wie etwa Brandenburg-Preußen), was zuletzt in Magdeburg 1680 umgesetzt wurde. Übrig blieb als evangelisches Hochstift einzig das Bistum Lübeck, als Grenzfall ferner das konfessionell zwischen Katholiken und Lutheranern alternierend besetzte Bistum Osnabrück. Alle übrigen Hochstifte, die zwischen 1648 und 1802/03 noch bestanden, waren exklusiv katholisch.
Zwischen dem 16. und frühen 19. Jahrhundert wurden die Fürstbischofs-Positionen nahezu ausschließlich mit Vertretern bestimmter Gruppen des Altadels besetzt – mit Fürstensöhnen, Reichsrittern und altem Mediatadel. Insofern war die deutsche Reichskirche bis 1803 in den Führungspositionen primär eine Adelskirche. Zugleich aber ermöglichte sie begrenzte Formen sozialer Mobilität, indem bestimmte nichtfürstliche Adlige und bis ins 17. Jahrhundert auch noch Bürgerliche durch ein Bischofsamt den persönlichen Aufstieg zur Reichsfürstenwürde nehmen konnten.
Der wachsende Legitimationsverlust geistlicher Staaten im Zeitalter von Rationalismus und Aufklärung, der ab 1792 hinzutretende Einfluss des revolutionären Frankreich, wo die Kirchengüter bereits „nationalisiert“ und verkauft worden waren, und der materiell motivierte Annexionismus benachbarter weltlicher Staaten in Deutschland führten mit dem Frieden von Lunéville 1801 binnen eines knappen Jahrzehnts die Säkularisation aller geistlichen Staaten in Deutschland herbei. Fast alle Hochstifte wurden bereits im Jahre 1802 von ihren weltlichen Nachbarterritorien besetzt, was der Reichsdeputationshauptschluss 1803 auch reichsrechtlich sanktionierte. Insgesamt waren es 15 Fürstbischöfe, die im Zuge der Säkularisation 1802/1803 ihre Territorien im Heiligen Römischen Reich verloren, jedoch als Bischöfe im Amt blieben.
Als einziger konnte der letzte Kurfürst/Erzbischof von Mainz, Karl Theodor von Dalberg, als Kurerzkanzler des Reiches bzw. (ab 1806) als Fürstprimas des Rheinbundes für einige Jahre noch einen geistlichen Staat regieren (Schwerpunkte: Regensburg und Aschaffenburg), der 1810 jedoch ebenfalls säkularisiert und in das Großherzogtum Frankfurt umgewandelt wurde, das Dalberg noch bis 1813 regierte.
Im Herrschaftsgebiet der Habsburger trugen manche Bischöfe den Fürstbischofs- bzw. Fürsterzbischofstitel auch ohne weltlichen Herrschaftsbereich als geborene Mitglieder des Herrenhauses bis zum Ende der Monarchie 1918 weiter z. B. Wien, Prag. Die Eigenbistümer des Erzbistums Salzburg, Gurk, Lavant und Seckau besaßen ebenfalls keine Reichsstandschaft.

### Hochstifte um 1800
Um das Jahr 1800, vor seinem Ende, hatte das Heilige Römische Reich Deutscher Nation folgende Erz- bzw. Hochstifte mit Sitz im Reichsfürstenrat:
- Kurfürstentum Mainz
- Kurfürstentum Köln
- Kurfürstentum Trier
- Erzstift Salzburg
- Hochstift Augsburg
- Hochstift Bamberg
- Hochstift Basel
- Hochstift Brixen
- Hochstift Chur
- Hochstift Corvey
- Hochstift Eichstätt
- Hochstift Freising
- Hochstift Fulda
- Hochstift Hildesheim
- Hochstift Konstanz
- Hochstift Lübeck
- Hochstift Lüttich
- Hochstift Münster
- Hochstift Osnabrück
- Hochstift Paderborn
- Hochstift Passau
- Hochstift Regensburg
- Hochstift Speyer
- Hochstift Straßburg
- Hochstift Trient
- Hochstift Worms
- Hochstift Würzburg

## Fürstbischöfe außerhalb des Heiligen Römischen Reiches
Außerhalb des Heiligen Römischen Reiches gab es keine Fürstbischöfe, wenn man von der höherrangigen Ausnahme des vom Papst (der zugleich ja Bischof von Rom ist) regierten Kirchenstaates in Mittelitalien und einigen wenigen weiteren Ausnahmen absieht.

### Italien
Der Bischof von Brescia bekam 844 von Kaiser Ludwig II. den Titel eines Grafen von Brescia verliehen. Auch war von 1077 bis 1420 der Patriarch von Aquileja Fürstbischof eines eigenen Territoriums.

### Baltikum
Die Bischöfe der altpreußischen Bistümer Ermland, Samland, Kulm und Pomesanien sowie der livländischen Bistümer Riga, Kurland, Dorpat und Ösel-Wiek herrschten über ein eigenes Territorium und traten teilweise auch als Reichsfürsten auf, obwohl ihre Herrschaftsgebiete außerhalb der Reichsgrenzen lagen.

### Montenegro
Einen Ausnahmefall bildet die sich seit dem 16. Jahrhundert herausbildende politische Rolle des orthodoxen Bischofs von Cetinje in der Region Montenegro. Während das Osmanische Reich und sein Sultan nach der Eroberung Serbiens um 1470/80 auch die Herrschaft über Montenegro beanspruchten, wehrten sich die dortigen Bergstämme häufig erfolgreich gegen die faktische Umsetzung dieses Anspruchs. Der Bischof (Vladika) von Cetinje wurde von den Stammesführern als eine Art unparteiischer Präsident dieses lockeren Staatswesens genutzt und anerkannt. Danilo Petrović Njegoš (Petrovitsch Njegosch), der 1697 das Amt des Vladika übernahm, gelang es, einen Neffen zu seinem Nachfolger zu bestimmen, woraufhin das Amt im Laufe des 18. Jahrhunderts in seiner Familie erblich und folglich „dynastisiert“ wurde. Doch erst Fürstbischof Petar I. (1782–1830) vermochte das weltlich-geistliche Führungsamt dauerhaft der Familie Petrović Njegoš zu sichern, und erst sein Neffe Peter II. (Petar II Petrović Njegoš) (1831–1851) schaltete einen rivalisierenden mächtigen Clan so weit aus, dass der Fürstbischof zum unangefochtenen politischen Führer in Montenegro aufstieg. Insofern war es folgerichtig, dass dessen Neffe und Nachfolger Danilo II. (1851–1860) bereits 1852 das Bischofsamt aufgab und sich zum weltlichen Fürsten von Montenegro proklamierte. Dieses Fürstentum der Petrović Njegoš wurde unter Danilos Neffen und Nachfolger Nikolaus I. (Nikola, manchmal auch Nikita) (1860–1918) 1910 zum Königreich aufgewertet, wurde jedoch bereits 1918 dem neu gegründeten „Königreich der Serben, Kroaten und Slowenen“ angeschlossen, dem späteren Jugoslawien.

### England
Das Bistum Durham war wegen seiner Nachbarschaft zu Schottland von strategischer Bedeutung. Die Fürstbischöfe von Durham (engl. prince bishops) bekamen daher im Mittelalter vom englischen König besondere Rechte wie die Macht über Leben und Tod verliehen.

### Frankreich
Einige der Bischöfe Frankreichs gehörten zu den alten Pairs des Königreichs. Dies war der Erzbischof von Reims, der bereits vor 1216 zum Herzog von Reims wurde und der Bischof von Langres, der ebenso noch vor 1216 Herzog von Langres wurde. Noch vor 1216 wurde der Bischof von Beauvais zum Grafen von Beauvais, der Bischof von Châlons zum Grafen von Châlons und der Bischof von Noyon zum Grafen von Noyon. Herzog von Laon wurde noch vor 1228 der Bischof von Laon.
Die Bischöfe in den Gebieten des Heiligen Römischen Reiches, die im 16. Jahrhundert an Frankreich fielen, waren Fürstbischöfe, so die Drei Bistümer sowie die Erzbistümer: Straßburg und Besançon.
1674 kam noch der (ein halbes Jahrhundert zuvor erst Metropolit gewordene) Erzbischof von Paris hinzu, der auf Grund seiner Bedeutung das Herzogtum von Saint-Cloud mit der Pairswürde erhielt.

### Mazedonien
Das Bistum Ohrid blieb nach der Eroberung des Bulgarischen Reichs durch die Byzantiner als autonomes Erzbistum, in dem der Erzbischof auch die weltliche Macht besaß, bestehen. Unter der Herrschaft der Osmanen wurden ihm später auch große Teile der orthodoxen Christen in Serbien unterstellt, bis diese das Erzbistum von Ohrid im Einvernehmen mit dem Patriarchen von Konstantinopel 1767 auflösten.

### Polen
Von 1443 bis 1791 waren die Bischöfe von Krakau auch Herzöge von Siewierz.

### Andorra
Die Bischöfe von Urgell in Spanien sind seit 1278 bis heute Co-Fürsten von Andorra.

### Österreich-Ungarn
In Österreich-Ungarn führten einige Bischöfe den Titel Fürstbischof, wobei es sich in vielen, aber nicht allen Fällen um Weiterführung alter Titel aus HRR-Zeiten handelte; der Titel wurde vom Kaiser aber auch verliehen (so an Krakau 1889). Mit dem Titel war zwar kein weltliches Herrschaftsgebiet, wohl aber bestimmte staatliche Funktionen innerhalb der habsburgischen Monarchie verbunden, insbesondere der Sitz im Herrenhaus des Reichsrats, oder, im Falle des Fürsterzbischofs von Gran-Esztergom, 1867 aus dem nunmehr nur noch cisleithanischen Reichsrat ausgeschieden, die Rolle des ersten staatlichen Würdenträgers in Ungarn nach dem Apostolischen König. Anders als Fürstbischof war Fürsterzbischof, außer in letzterem Fall, ein reiner Ehrentitel, da Erzbischöfe schon ohneweiters alle Rechte von Fürstbischöfen hatten.